# Flávia Côrtes
Flávia Côrtes de Alencar, conhecida como Flávia Côrtes (Rio de Janeiro, 8 de maio de 1971), é uma escritora brasileira, autora de livros infantis e juvenis, e tradutora.

## Biografia
Nasceu no Rio de Janeiro. É escritora e tradutora, com livros publicados para crianças e jovens. Graduada em Letras (Português/Literaturas) pela Universidade Federal do Rio de Janeiro (UFRJ), especializou-se em Literatura Infantil e Juvenil pela mesma Universidade e ministra palestras e oficinas literárias por todo o país.

## Obra
Seus livros têm sido escolhidos para diversos projetos de leitura. Em 2010, Medo de quê? foi selecionado para o Programa Nacional Biblioteca da Escola (PNBE) para distribuição nas escolas públicas de todo o país. Foi selecionada pela Fundação Nacional do Livro Infantil e Juvenil (FNLIJ) para representar o Brasil na exposição "A imagem do medo" da Galícia, Espanha. Em 2012, seu livro Pra Voar Mais Alto foi selecionado pela Fundação Nacional do Livro Infantil e Juvenil (FNLIJ) para fazer parte do Catálogo do Bologna Children's Book Fair, Fundação Nacional do Livro Infantil e Juvenil, seção brasileira do IBBY, em Bolonha na Itália.

### Livros infantis
- Medo de Quê? Editora DCL (2006)[6]
- Há Muitas Moradas na Casa de Meu Pai Obra Espírita - Editora CELD (2006)
- Deu Tatu no Meu Quintal Editora Cortez (2010)
- Por quê? Por quê? Por quê? Editora Zit (2010)
- Saudades da África Editora Nova Espiral (2011)
- De Folha em Flor Prumo/Rocco (2012)[6]
- O Portal das Fadas Prumo/Rocco (2012)
- Amigo Bicho Fundação Dorina Nowill (2012)
- Dona Cegonha Mora ao Lado Editora Cortez (2013)[6]

### Livros juvenis
- Pra Voar Mais Alto Editora Biruta (2011)
- Senhora das Névoas Editora Edelbra (2011)
- O Segredo das Borboletas Editora Garamond (2013)[6]

### Antologias
- Quando Tudo Acontece de Repente Editora Larousse/Lafonte (2007)
- Alguns Segredos e Outras Histórias Editora Larousse/Lafonte (2008)
- Meu Amor é um Anjo Editora Draco (2011)